# 원북역
원북역(Wonbuk station, 院北驛)은 경상남도 함안군 군북면에 위치했던 경전선의 철도역이다. 2012년 10월 23일 마산-진주 복선 개통으로 인해 폐역되었다. 2009년 5월 1일부터 폐역 이전까지 1일 10회의 무궁화호 열차가 정차했으며, 이 역이 폐역됨에 따라 하루 1회 운행하는 버스가 원북리의 거의 유일한 대중교통이 되었다.
이 역은 본래 계획에 없었으나 원북리 지역주민들의 요청으로 개역하였으며, 박계도(朴季道)라는 사람이 역 건물을 기증했다는 명판이 붙어있다. 2013년 상반기에 역사가 철거되었다.

## 역명 유래
조선시대 진양방면으로 연결하는 길목에 위치하여 어속원(於涑院)이라는 역원이 있었는데, 어속원(於涑院)의 북쪽에 위치하여 이루어진 마을이라 원북(院北)이라고 한데서 비롯되었다.

## 연혁
- 1925년 6월 15일 : 간이역으로 영업 개시[1]
- 1944년 6월 15일 : 폐역[2]
- 1957년 2월 11일 : 무배치간이역으로 부활 영업개시(군북역 관리)[3]
- 1967년 9월 1일 : 을종승차권 대매소로 지정[4]
- 1984년 : 현재 역사 신축
- 1988년 2월 9일 : 역원무배치간이역으로 격하
- 2012년 10월 23일 : 경전선 마산-진주 복선비전철 개통에 따라 폐역
- 2013년 상반기 : 역사 철거

## 사진

역 전경
역 내부
기증 명판
역명판